# Liponeura alticola
Liponeura alticola är en tvåvingeart som beskrevs av Giudicelli och Bouzidi 1988. Liponeura alticola ingår i släktet Liponeura och familjen Blephariceridae.
Artens utbredningsområde är Marocko. Inga underarter finns listade i Catalogue of Life.